# 담양 선자장
담양 선자장은 대한민국 전라남도 담양군 담양읍에서 부채를 만드는 기능을 보유한 장인이다. 향토문화유산(무형) 제2호 부채장로 지정되었다가, 2010년 5월 27일 전라남도의 무형문화재 제48호 담양 선자장 / 제48-1호 접선장으로 지정되었다.

## 기능 보유자
- 접선장(摺扇匠) : 김대석(1948. 6. 12일생) 담양읍 만성리 96

## 지정(인정) 사유
죽세공예품으로 유명했던 전라도에서 예부터 담양은 대표적인 산지로 유명하였다. 담양의 죽세공예품은 참빗에서 유래되었다고 구전되고 있지만 공식적인 기록으로 볼 때 담양 죽세공예의 시작은 부채로 나타나고 있다.
17세기 초에 이미 담양에는 중앙(工曹)에서 파견된 선자장이 활동하고 있었다. 담양은 인근 고을의 장인들을 모아 편죽(片竹)을 다듬어 공조에 올려 보내는 역할을 책임지는 도회관(都會官)이었다. 담양에서 올려보낸 편죽으로 공조에서는 부채를 만들었다. 18세기 중엽의 『여지도서(輿地圖書)』에 담양산 부채가 상납되었다는 기록으로 보아 완제품을 진상하는 단계에 진입하였음을 알 수 있다. 이렇듯 17세기부터 19세기까지 전라남도 지역 부채의 진상을 책임지는 도회관으로서 역할을 수행하였다.
이러한 전통은 지속적으로 이어져 일제강점기인 1937년 통계로는 담양에서는 쥘부채 129만 자루, 둥근 부채 1만 자루 등 총 130만 자루의 부채를 생산하여 전주(435,000자루)를 능가하고 있다. 광복 후에도 이러한 추세는 한동안 지속되었다. 1960년대 이후 합죽선은 시들해졌지만 서민들이 많이 사용했던 부채는 1970년대 중반까지 활발하게 제작되었다. 대나무 조각의 한쪽은 손잡이로 사용하고 한 쪽은 잘게 잘라 부챗살을 만든 시장부채(막부채)는 향교리 2구에서 만들었고, 대나무로 부챗살을 만들고 별도의 나무 손잡이를 끼워 만든 원선(圓扇)은 남산리에서 생산하였다. 접부채(쥘부채)는 담양읍 만성리 완동마을이 주축이 되었고 담양군 월산면 화방리에 3～4가구 남아있었다. 완동마을에서는 1년에 50만 자루를 생산할 정도로 활발하였다.
하지만 년대부터 죽세공예품을 수출하면서 1960 외국인이 선호하는 현대적 디자인제품으로 전환하기 시작하였고, 1970년대 후반부터는 선풍기와 에어컨의 보급과 함께 값싼 외국산 부채가 수입되면서 부채의 생산은 급감하였다. 현재는 전통공예로서의 선자장 기술이 사실상 단절 위기에 처해있어 무형문화재로 지정하여 보존전승할 필요가 있다.